# التاچ
التاچ (به آلمانی: Altach) یک سکونتگاه مسکونی در اتریش است که در Feldkirch District واقع شده‌است.

## خصوصیات
التاچ ۵٫۳۶ کیلومترمربع مساحت دارد ۴۱۲ متر بالاتر از سطح دریا واقع شده‌است.